# Cinema Jove

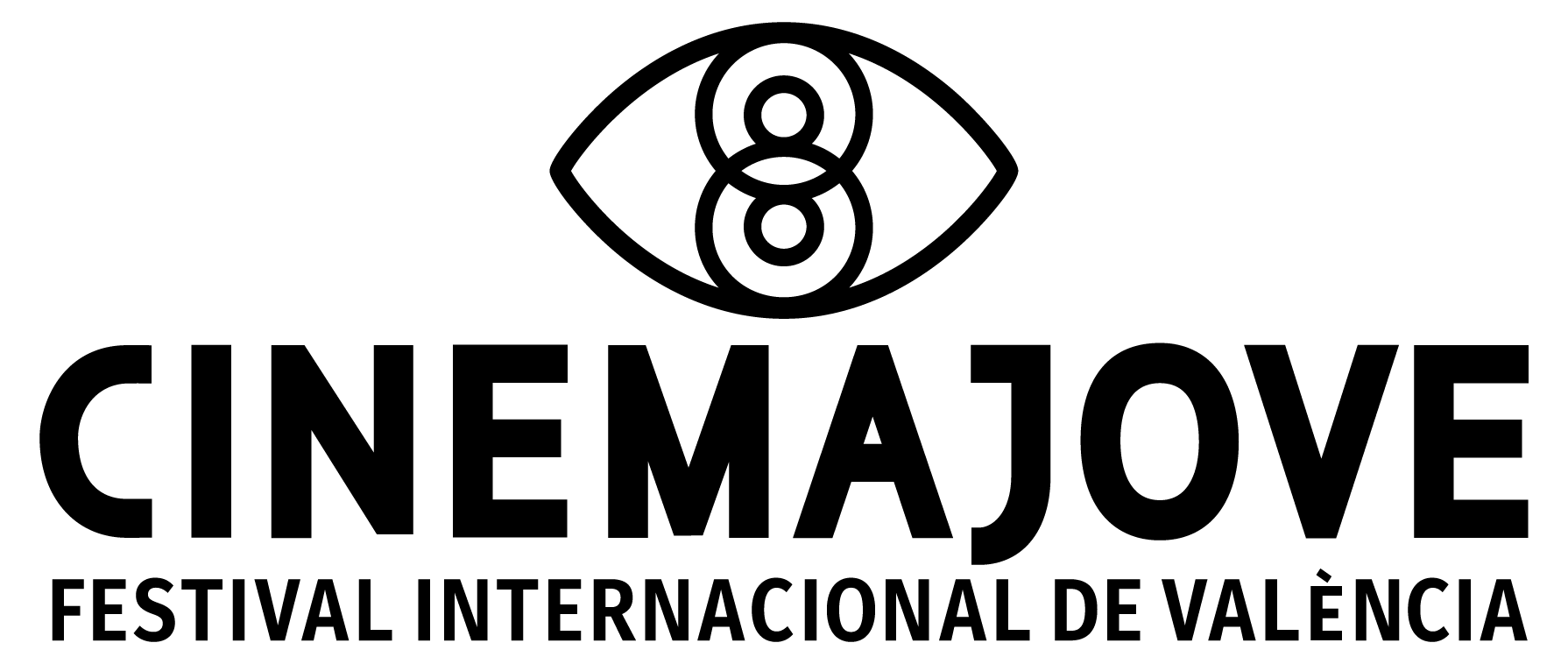
Logo de Cinema Jove

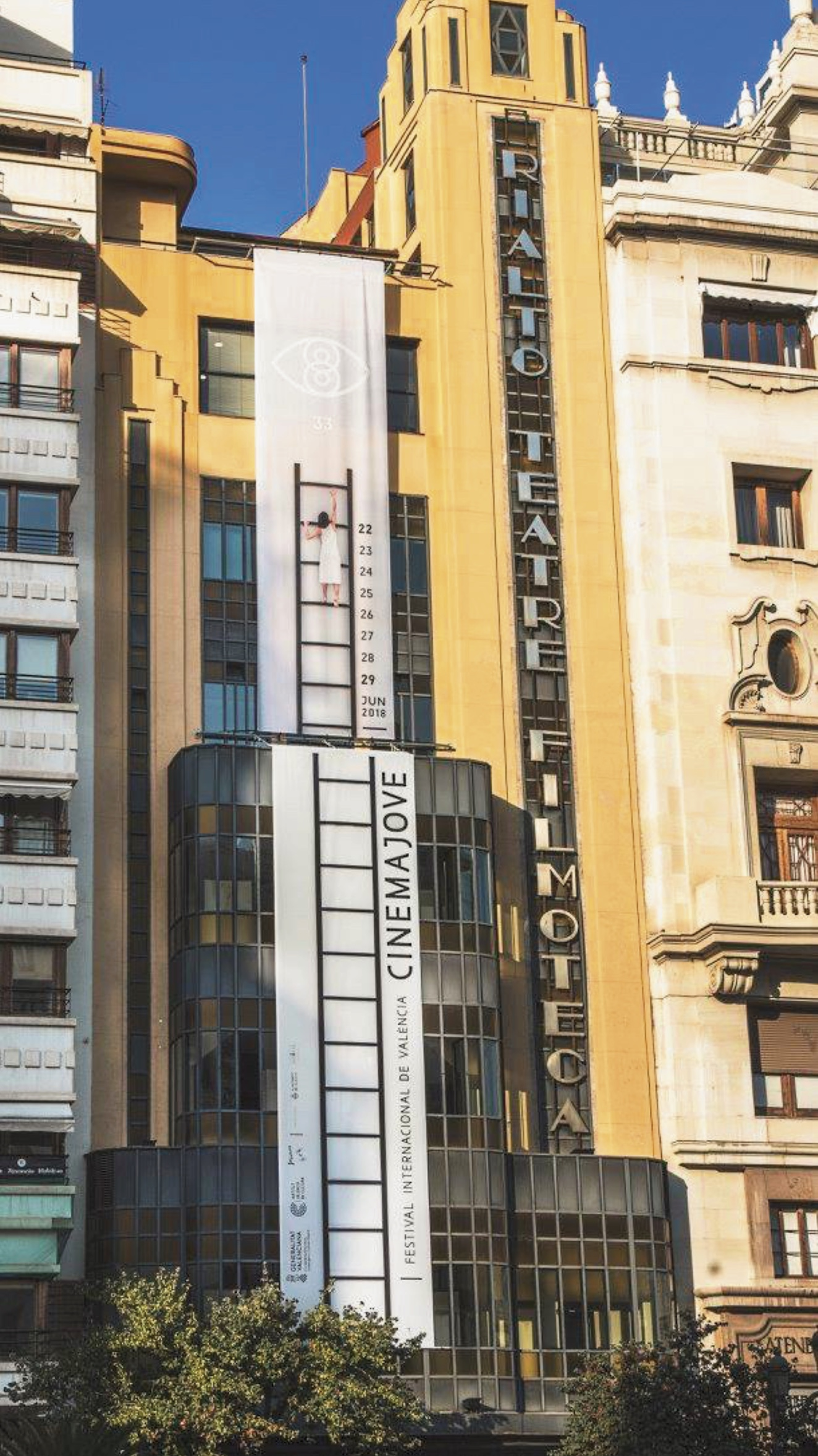
La fachada del Cine Rialto durante el Festival Internacional Cinema Jove en 2023

El  Festival Internacional de Cine de Valencia – Cinema Jove es un festival de cine que se desarrolla anualmente en la ciudad de Valencia durante la última semana de junio. Su vocación es la de promocionar el cine emergente internacional siendo un foro de encuentro para jóvenes cineastas internacionales. Su historia se remonta a 1986 y está reconocido como festival especializado por la Federación Internacional de Productores de Filmes (FIAPF). Su sede principal es el Edificio Rialto.
En 2023 contó con 96 proyecciones así como con diversas actividades en la sala Berlanga, Teatre Rialto, Teatro Principal de València, Sala 7 del edificio Rialto, Centre del Carme Cultura Contemporània, Palau de Les Arts, Espai Turia, FNAC San Agustín y Octubre Centre de Cultura Contemporània.
Cinema Jove está organizado por la Generalitat Valenciana a través del Institut Valencià de Cultura. Actualmente cuenta también con el patrocinio del Ayuntamiento de Valencia, de la Diputación de Valencia y del Ministerio de Cultura a través del ICAA. 

### Secciones oficiales
El festival cuenta con cinco secciones oficiales en las que numerosas películas y cortometrajes internacionales, nacionales y locales compiten por formar parte de su palmarés. 
- Sección Oficial de Largometrajes. Compiten diez largometrajes internacionales no estrenados previamente en España y dirigidos por cineastas menores de 40 años.
- Sección Oficial de cortometrajes. Alrededor de 50 o 60 cortometrajes, entre los más sólidos del panorama internacional, cuyo requisito mínimo es su estreno en la Comunidad Valenciana. Dirigidos por cineastas menores de 40 años.
- Sección Oficial de series.  Selección internacional de series (anteriormente denominada webseries) que se incorporó a Cinema Jove en 2016. Además de una sección competitiva, consta de charlas y mesas redondas alrededor de la producción de series.
- Sección Òrbites. Dedicada a los nuevos lenguajes y narrativas experimentales.
- Encuentro Audiovisual de Jóvenes. Es la sección fundacional de Cinema Jove. Consta de tres categorías, con sus respectivas edades mínimas de participación:
  - Infantil: hasta 12 años (estudiantes de Infantil y Primaria).
  - Juvenil: de 13 a 20 años (estudiantes de la ESO y Bachillerato).
  - Amateur: de 16 a 25 años (universidades, estudiantes de Ciclos Formativos de Imagen, otros centros de formación y asociaciones juveniles o proyectos personales).

### Secciones paralelas
- Ciclo El Joven… Todos los años el festival realiza una retrospectiva de las primeras obras de un cineasta consagrado. El ciclo “El joven…” ha estado dedicado a Agnès Vardá, Jean-Luc Godard o David Cronenberg.
- Ciclo High School. Ciclo de largometrajes de las últimas décadas que suceden en un instituto. Además del clásico imaginario del high school estadounidense, la programación suele completarse con otros títulos europeos o asiáticos
- Ciclo Los Dioses del Anime. Selección de títulos contemporáneos y clásicos del anime.

- Otros ciclos

### Industria
Cinema Jove incluye Curt Creixent y ProMercat, dos secciones dedicadas a la industria del cine, es decir, series de mesas redondas, charlas, sesiones de pitch y otros encuentros profesionales que alientan el aprendizaje, las alianzas y la creación de nuevas obras.
Curt Creixent y ProMercat están dedicadas al cortometraje y al largometraje respectivamente.

## Inicios
Los orígenes de Cinema Jove se remontan a 1985, cuando los docentes Adolfo Bellido y Mario Viché organizan una proyección de películas escolares en el salón de actos de la Conselleria de Cultura y Educación. Un año después se crea oficialmente desde el Servei de Joventut de esta conselleria el I Certamen de Cine y Vídeo Juvenil de la Comunidad Valenciana –nombre con el que se bautiza inicialmente–, y queda bajo la dirección de Mario Viché, si bien Adolfo Bellido constituye un elemento fundamental. 
El evento surge con un fin claramente pedagógico: respaldar la labor docente que se efectúa en multitud de centros educativos de la comunidad, favorecer el debate y el acercamiento de los estudiantes a las herramientas audiovisuales y ofrecer un foro adecuado para que estos presenten sus trabajos realizados, como antesala a la importante cita anual que supone el Festival de Cine Infantil de Gijón. De ahí que se desarrolle durante el mes de junio, coincidiendo con el final del curso académico, fecha que se mantiene a lo largo de su historia. 
El festival nació con la vocación de apoyar a los jóvenes que tenían una historia que contar mediante las imágenes o que estaban dando sus primeros pasos en la industria audiovisual. En sólo cuatro años, este ámbito geográfico se amplió al ámbito nacional e internacional, se estableció una Sección Oficial de Cortometrajes, se alargaron las fechas del certamen hasta cubrir una semana de programación, y en 1991 se incorporó la Sección Oficial de Largometraje.
Cinema Jove nació como un encuentro cinematográfico de carácter local orientado hacia el público escolar y limitado a sus proyecciones de vídeo y cortometrajes. El espíritu académico se ha mantenido hasta la actualidad en su programación, que actualmente cuenta con secciones especiales de largometrajes, cortometrajes y series, y de un importante palmarés lo ha consolidado como un festival de cine internacional especializado que cuenta con amplio reconocimiento internacional.
El certamen ha sido dirigido por Mario Viché (1986-1996), José Luis Rado (1997-1999), Rafael Maluenda (2000-2016) y Carlos Madrid (2017-).

## Objetivos
Este proyecto se mueve con la intención de mostrar los aspectos nuevos y renovadores vinculados al cine emergente, en el que suele ser habitual encontrar proyectos arriesgados, innovadores y con un gran número de óperas primas, que no se encuentra en muchos festivales. Se trata de un compromiso con la enseñanza del  arte cinematográfico, de sus mecanismos técnicos narrativos.

## Premios
En la sección oficial hay diferentes galardones que cambian según la edición, pero todos los años hay tres categorías fijas: la mejor serie, el mejor cortometraje y el mejor largometraje. Los premiados obtienen la 'Luna de Valencia' y una compensación económica. En 2023 se introduce una nueva categoría: Òrbites, dedicada al cine experimental.
Los miembros del Comité de Selección, se designan por el director del festival entre especialistas del entorno cinematográfico vinculados al Festival, así como los miembros de los jurados de las categorías de carácter competitivo: largometrajes, cortometrajes, series, EAJ y Òrbites. Las decisiones, tanto del Comité de Selección como de los Jurados, son inapelables. Cada sección oficial tiene su jurado profesional y su Jurat Jove formado por estudiantes.
Desde 2021 se entrega también un Premio al Mejor Cartel.

### Premio Luna de Valencia

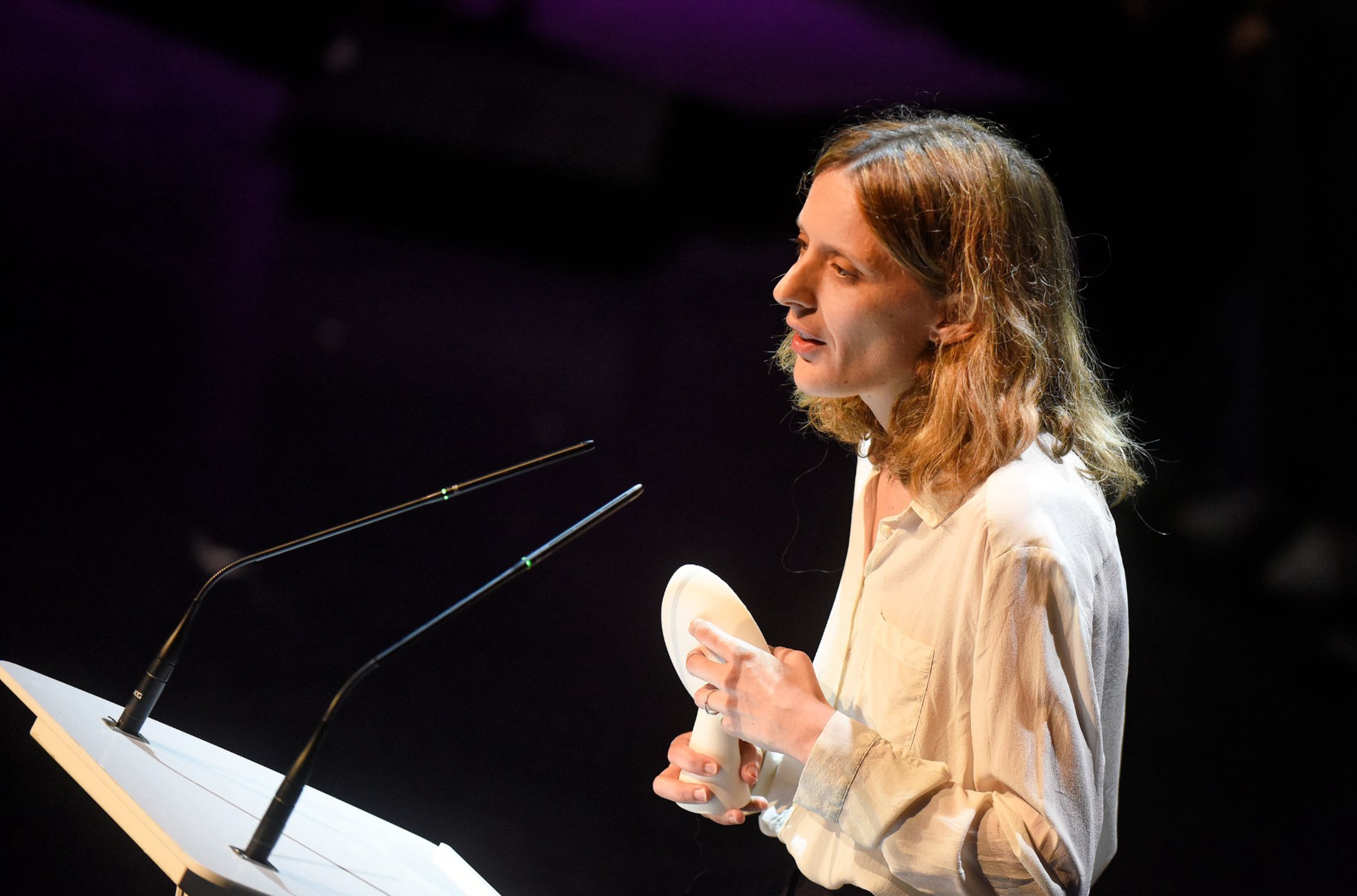
La realizadora francesa Mia Hansen-Løve recoge el Premio Luna de Valencia en la 37ª Edición del Festival Cinema Jove

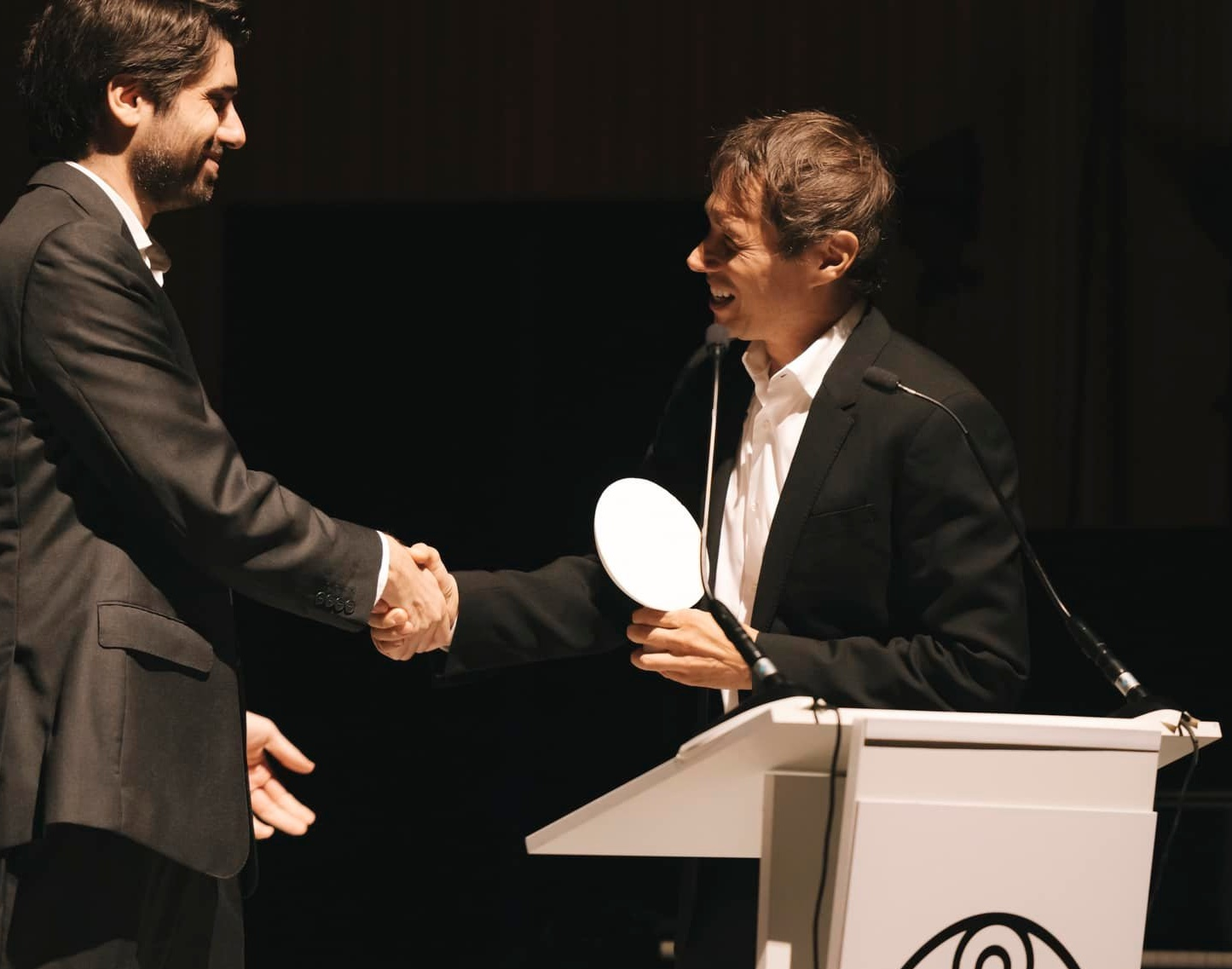
Sean Baker recoge el Premio Luna de Valencia de manos del director de Cinema Jove durante la Gala de Inauguración en el Palau de les Arts en el año 2023.

Desde 2010 se entrega en Cinema Jove el “Premio Luna de Valencia” a la trayectoria de un director cinematográfico, quien acude al festival y tiene un encuentro con público y prensa. Cinema Jove, además proyecta una retrospectiva de sus películas dentro de su programación.
| Año  | Premiado                                        |
| ---- | ----------------------------------------------- |
| 2010 | Mateo Garrone                                   |
| 2011 | Jan Harlan, Michaela Pavlátová y Chus Gutiérrez |
| 2012 | Lone Scherfig                                   |
| 2013 | Tomas Alfredson                                 |
| 2014 | Joachim Lafosse y Ferenc Cakó                   |
| 2015 | Ruben Östlund                                   |
| 2016 | Rithy Panh                                      |
| 2017 | Pablo Trapero                                   |
| 2018 | Fernando Bovaira                                |
| 2019 | Miguel Gomes                                    |
| 2020 | -                                               |
| 2021 | Lynne Ramsay                                    |
| 2022 | Mia Hansen-Løve                                 |
| 2023 | Sean Baker                                      |
| 2024 | Alonso Ruizpalacios                             |
| 2025 | Por determinar                                  |
| 2026 | -                                               |

### Premio Un Futuro de Cine

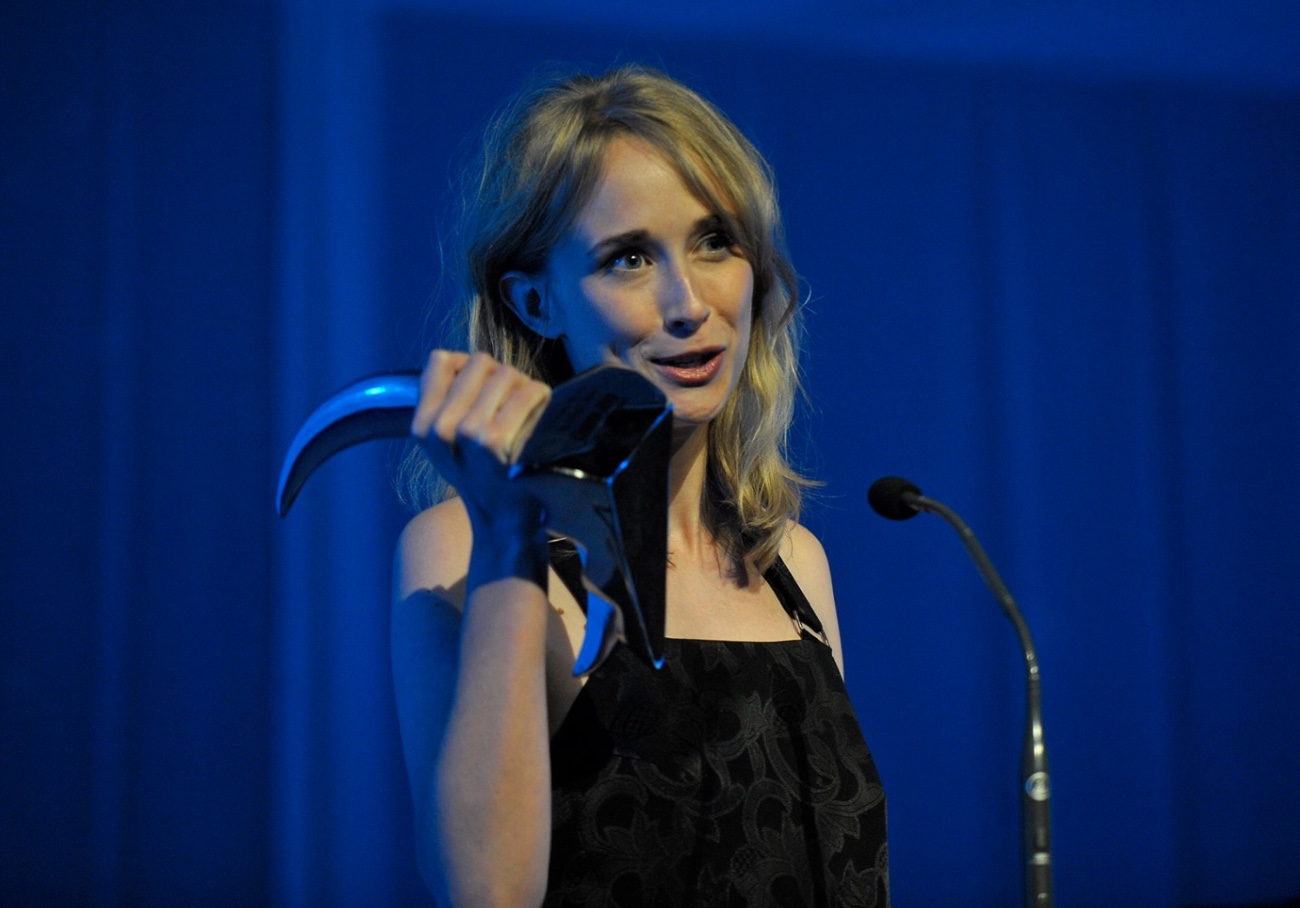
Ingrid García-Jonsson recoge el Premio Un Futuro de Cine en el año 2016

Cada año desde 1993 el festival entrega el galardón especial Un Futuro de Cine para destacar la trayectoria de jóvenes realizadores o intérpretes. 
| Año  | Premiado                             |
| ---- | ------------------------------------ |
| 1993 | Icíar Bollaín                        |
| 1994 | Gabino Diego                         |
| 1995 | Ariadna Gil                          |
| 1996 | Karra Elejalde                       |
| 1997 | Elena Anaya                          |
| 1998 | Fele Martínez                        |
| 1999 | María Esteve                         |
| 2000 | Fernando Ramallo                     |
| 2001 | Lucía Jiménez                        |
| 2002 | Unax Ugalde                          |
| 2003 | Silvia Abascal                       |
| 2004 | Jordi Vilches                        |
| 2005 | Marta Etura                          |
| 2006 | Leticia Dolera                       |
| 2007 | Miguel Ángel Silvestre               |
| 2008 | Bárbara Goenaga                      |
| 2009 | Álvaro Cervantes                     |
| 2010 | Natasha Yarovenko                    |
| 2011 | Carlos Areces                        |
| 2012 | Michelle Jenner y José Mota          |
| 2013 | Gorka Otxoa y Macarena García        |
| 2014 | Aura Garrido                         |
| 2015 | Irene Escolar                        |
| 2016 | Ingrid García-Johnsson y Daniel Grao |
| 2017 | Adrián Lastra y Elena Martín         |
| 2018 | Greta Fernández y Pablo Molinero     |
| 2019 | Pol Monen y Nuria Herrero            |
| 2020 | Gloria March y Raúl Navarro          |
| 2021 | Paula Usero                          |
| 2022 | Jorge Silvestre                      |
| 2023 | María Caballero                      |
| 2024 | Amaia                                |
| 2025 | Por determinar                       |
| 2026 | -                                    |

### Ganadores de la Luna de Valencia al Mejor Largometraje
| Año  | Título                                                      | Dirección              |
| ---- | ----------------------------------------------------------- | ---------------------- |
| 1992 | La mujer de Benjamín                                        | Carlos Carrera         |
| 1993 | Laws of Gravity                                             | Nick Gómez             |
| 1994 | À La Belle Étoile                                           | Antoine Desrosières    |
| 1995 | Ti Kniver I Hjertet                                         | Marius Holst           |
| 1996 | Boston Kickout                                              | Paul Hills             |
| 1997 | Den Attende                                                 | Anders Ronnow-klarlund |
| 1998 | Cinquième Saison                                            | Rafi Pitts             |
| 1999 | Ospiti                                                      | Matteo Garrone         |
| 1999 | Fucking Åmål                                                | Lukas Moodysson        |
| 2000 | Pizza King                                                  | Ole Christian Madsen   |
| 2001 | Sanam                                                       | Rafi Pitts             |
| 2002 | Go Yang I Rul Boo Tak Hae (Take Care of My Cat)             | Jeong Jae-eun          |
| 2003 | Elina - Som Om Jag Inte Fanns (Elina, as if I Wasn’t There) | Klaus Härö             |
| 2004 | On the Corner                                               | Nathaniel Geary        |
| 2005 | The Forest for the Trees                                    | Maren Ade              |
| 2006 | Ryna                                                        | Ruxandra Zenide        |
| 2007 | Miehen Työ (Un Trabajo de Hombre)                           | Aleksi Salmenperä      |
| 2008 | Sügisball                                                   | Veiko Ounpuu           |
| 2009 | Élève Libre                                                 | Joachim Lafosse        |
| 2010 | Galerianki (Mall Girls)                                     | Dasia Roslaniec        |
| 2011 | Siberia, Monamour                                           | Slava Ross             |
| 2012 | Le Vendeur                                                  | Sébastien Pilote       |
| 2013 | Milosc                                                      | Slawomir Fabicki       |
| 2014 | Cherry Pie                                                  | Lorenz Merz            |
| 2015 | Emek                                                        | Sophie Artus           |
| 2016 | Anas Tshovreba (Anna´s Life)                                | Nino Basilia           |
| 2017 | The Wound                                                   | John Trengove          |
| 2018 | Genezis                                                     | Árpad Bogdán           |
| 2019 | Light as Feathers                                           | Rosanne Pel            |
| 2020 | -                                                           |                        |
| 2021 | Brother's Keeper                                            | Ferit Karahan          |
| 2022 | Rehana                                                      | Abdullah Mohammad Saad |
| 2023 | Blue Again                                                  | Thapanee Loosuwan      |
| 2024 | Fly on                                                      | Takuya Kato            |
| 2025 | Por determinar                                              |                        |
| 2026 | Por determinar                                              |                        |

### Ganadores Luna de València al Mejor Cortometraje
| Año  | Título                     | Dirección                         |
| ---- | -------------------------- | --------------------------------- |
| 1992 | Entretiempo                | Santiago García de Leaniz         |
| 1993 | El Columpio                | Alvaro Fernandez Armero           |
| 1994 | Mejor No Hables            | Pedro Paz Sanchez                 |
| 1995 | El Secdleto de La Tompleta | Javier Fesser                     |
| 1996 | 81                         | Stephen Burke                     |
| 1997 | Doom                       | Marco Pozzi                       |
| 1998 | -                          | -                                 |
| 1999 | Melow Min Mors Ben         | Nina F. Grünfeld                  |
| 2000 | Monna Lisa                 | Matteo Delbo                      |
| 2001 | 2 Juledag                  | Carsten Myllerup                  |
| 2002 | Squash                     | Lionel Bailliu                    |
| 2003 | Ex Aequo: Exit             | Benjamin Kempf                    |
| 2003 | Ex Aequo: Ngay Gio         | Ham Tran                          |
| 2004 | Put                        | Svetlana Shimanjuk                |
| 2005 | Killing the Afternoon      | Margaret Corkery                  |
| 2006 | A Bras Le Corps            | Katell Quillevere                 |
| 2007 | Lampa Cu Caciula           | Jude Radu                         |
| 2008 | Fais Comme Chez Toi        | Gautier About                     |
| 2009 | Pitayon                    | Michal Vinik                      |
| 2010 | Rumbo a Peor               | Àlex Brendemühl                   |
| 2011 | Colivia                    | Adrian Sitaru                     |
| 2012 | Weekend La Mare            | Razvan Tache                      |
| 2013 | -                          | -                                 |
| 2014 | Matka                      | Lukasz Ostalski                   |
| 2015 | Discipline                 | Christophe M. Saber.              |
| 2016 | Ex Aequo: My Silicone Love | Sophie Dros                       |
| 2016 | Ex Aequo: Edmond           | Nina Gantz                        |
| 2017 | Submarine                  | Mounia Aki                        |
| 2018 | The Full Story             | Daisy Jacobs y Christopher Wilder |
| 2019 | L'heure de L'ours          | Agnès Patron                      |
| 2020 | Panteres                   | Érika Sánchez                     |
| 2021 | Oh Black Hole              | Renée Zhan                        |
| 2022 | Sierra                     | Sander Joon                       |
| 2023 | La Herida Luminosa         | Christian Avilés                  |
| 2024 | 8 (Huit)                   | Anaïs-tohé Commaret               |
| 2025 | Por determinar             |                                   |

### Premios Luna de València a la mejor webserie
Desde 2016, el Festival Internacional de Cine de Valencia - Cinema Jove incluye una categoría dedicada a premiar las mejores webseries, reconociendo el auge de este formato en la narrativa audiovisual contemporánea. 
| Año  | Título                  | Dirección                             |
| ---- | ----------------------- | ------------------------------------- |
| 2016 | Un año sin nosotros     | Fernando Milsztajn y Cristian Cartier |
| 2017 | Dans Un Autre Monde     | Valentin Bourdeau y Jérôme Montignies |
| 2018 | This is Desmondo Ray    | Steve Baker                           |
| 2019 | BIP                     | Vincent Bossel                        |
| 2020 | Over and Out            | Connor Van Vuuren                     |
| 2021 | -                       | -                                     |
| 2022 | Oh Black Hole           | Renée Zhan                            |
| 2023 | Je Ne Suis Pas Un Robot | Mélanie Charbonneau                   |
| 2024 | Triple Oh!              | Poppy Stockell                        |

## Plataforma
Han pasado por Cinema Jove en sus diversas etapas desde cineastas amateurs hasta profesionales. Es el caso de Lynne Ramsay, Mia Hansen-Love, Miguel Gomes, Pablo Trapero, Lone Scherfig, Tomas Alfredson, Ruben Östlund, Icíar Bollaín, Alejandro Amenábar, Sigfrid Monleón, Juanma Bajo Ulloa, Marc Recha, Rithy Panh, Matteo Garrone, Thomas Vinterberg, Stephen Frears, Álex De la Iglesia, Daniel Calparsoro o Miguel Albaladejo, que en la 25 ª edición recibió un homenaje.